# Куницкая, Халина
Халина Куницкая (пол. Halina Irena Kunicka-Kydryńska; род. 18 февраля 1938, Львов, Польша) — польская эстрадная певица.

## Биография
Изучала право в Варшавском университете, который окончила в 1959 году, получив степень магистра.

## Песни
- A to nie tak — «Я тебя подожду»
- Czumbalalajka — «Тум-балалайка»
- François Villon — «Молитва Франсуа Вийона»
- Marionetka — «Puppet on a String»
- Orkiestry dęte — «Духовой оркестр»
- To były piękne dni — «Дорогой длинною»
- Wszyscy razem let's kiss — «Летка-енка»

## Дискография
- 1966 — Halina Kunicka
- 1967 — Panienki z bardzo dobrych domów
- 1970 — Kunicka
- 1971 — Ach, panie, panowie…
- 1973 — W innym lesie, w innym sadzie
- 1974 — Halina Kunicka
- 1977 — Od nocy do nocy
- 1978 — 12 godzin z życia kobiety
- 1984 — Co się stało
- 2000 — Upływa szybko życie

## Награды и звания
- Кавалерский (рыцарский) крест Ордена Возрождения Польши (3 мая 2004 года, за выдающиеся заслуги в артистическом мастерстве)[3]
- Бронзовая медаль «За заслуги в культуре Gloria Artis» (27 октября 2005 года)[4]
- Серебряная медаль «За заслуги в культуре Gloria Artis» (25 мая 2017 года)[4]